# Diplocephaloides
Genre
Diplocephaloides est un genre d'araignées aranéomorphes de la famille des Linyphiidae.

## Distribution
Les espèces de ce genre se rencontrent en Chine, au Japon et en Corée du Sud.

## Liste des espèces
Selon World Spider Catalog (version 26, 17/02/2025) :
- Diplocephaloides cucullus Irfan, Zhang & Peng, 2025
- Diplocephaloides falcatus Seo, 2018
- Diplocephaloides saganus (Bösenberg & Strand, 1906)
- Diplocephaloides uncatus Song & Li, 2010

## Systématique et taxinomie
Ce genre a été décrit par Oi en 1960 dans les Linyphiidae.

## Publication originale
- Oi, 1960 : « Linyphiid spiders of Japan. » Journal of Institute of Polytechnics, Osaka City University, vol. 11D, p. 137-244.